# Trametes villosa
Trametes villosa är en svampart som först beskrevs av Olof Swartz, och fick sitt nu gällande namn av Kreisel 1971. Trametes villosa ingår i släktet Trametes och familjen Polyporaceae.   Inga underarter finns listade i Catalogue of Life.